# Луги (Калуський район)
Лу́ги — село Калуського району Івано-Франківської області. Входить до складу Спаської сільської громади.

## Географія
У селі потік Мелецина впадає у річку Чечву. У південній частині села є цікавий туристичний об'єкт — Долина прориву p. Чечва.

## Історія
Село Луги існує вже понад 175 років. Воно виникло після 1848 року, коли Австро-Угорський уряд змушений був скасувати на землях тодішньої Галичини панщину. Тоді на лугах, на березі річки Чечви, трохи вище того місця, де в неї впадає річка Ілемка, жили в кількох колибах панські лісоруби, які заготовляли гонту для поміщицьких дворів. Після скасування панщини ці сім'ї не повернулись у свої села. Так і залишились вони на лугах над Чечвою і дали початок селу Луги. Перша письмова згадка про село датується 1857 роком.
У 1939 році в селі проживало 580 мешканців (565 українців, 5 поляків, 10 євреїв).

## Населення

### Мова
Розподіл населення за рідною мовою за даними перепису 2001 року:
| Мова       | Кількість | Відсоток |
| ---------- | --------- | -------- |
| українська | 836       | 99.76%   |
| російська  | 1         | 0.12%    |
| румунська  | 1         | 0.12%    |
| Усього     | 838       | 100%     |

## Галерея

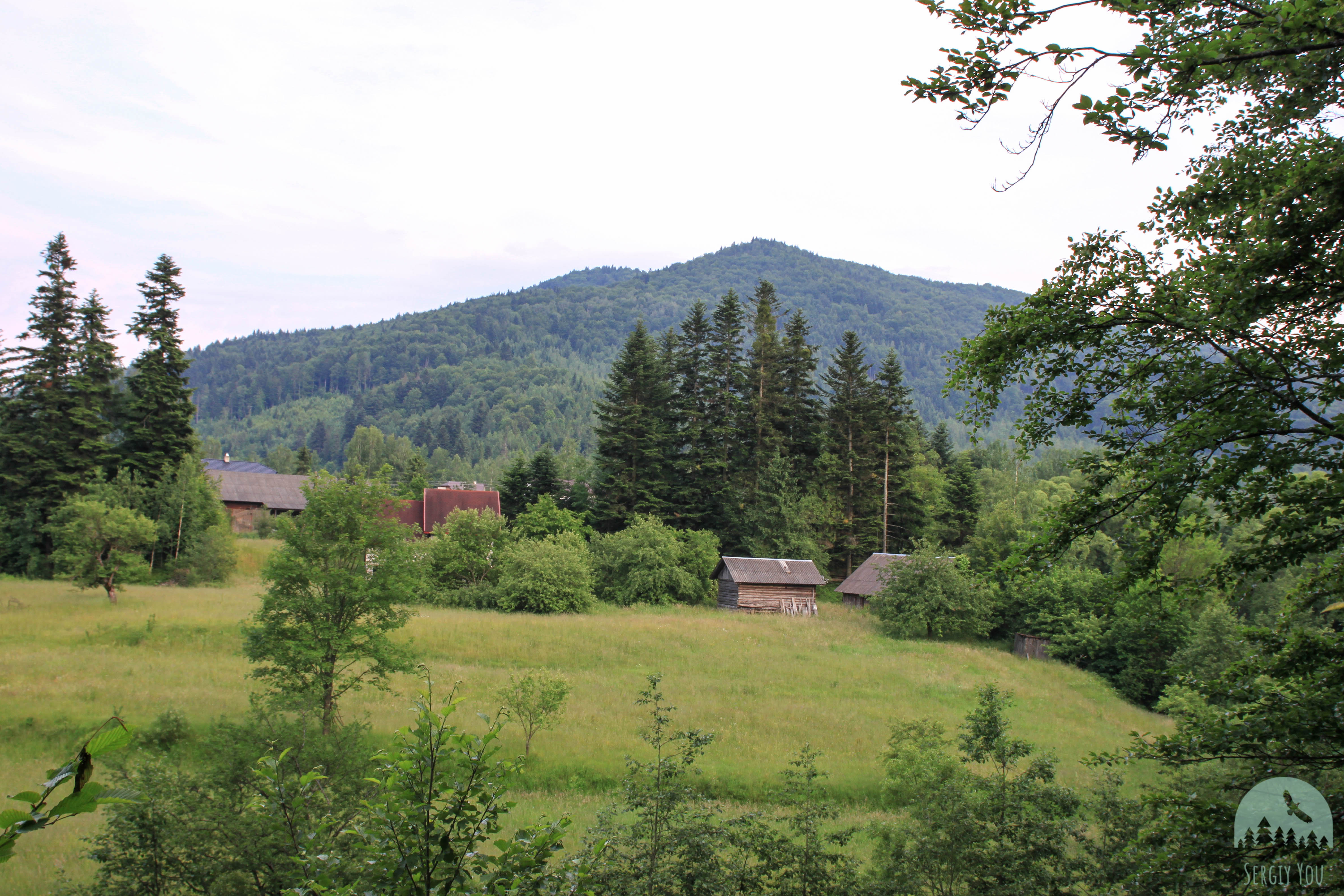
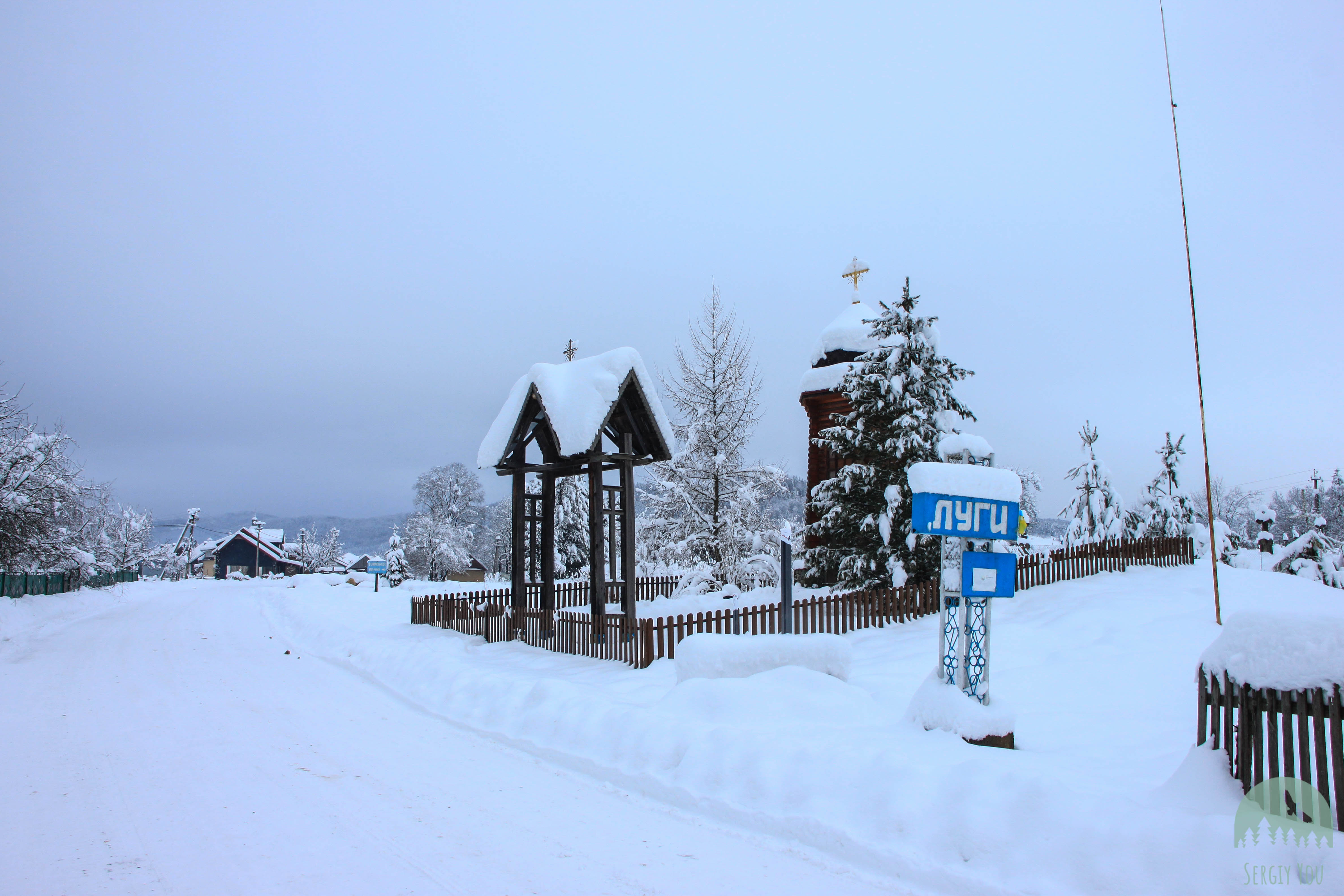

## Відомі люди
- Біля села загинув навесні 1947 р. і похований Андрій Стадник (псевдо: «Бистрий», «Чорт») — командир сотні УПА «Бистриця».[3]